# Згорнє Битнє
Згорнє Битнє (словен. Zgornje Bitnje) — поселення в общині Крань, Горенський регіон, Словенія. Висота над рівнем моря: 383,1 м.